# R Virginis
Désignations
R Virginis (en abrégé R Vir) est une étoile de la constellation zodiacale de la Vierge. Il s'agit d'une étoile variable de type Mira. Elle est distante de ∼ 1 730 a.l. (∼ 530 pc) de la Terre.

## Découverte
R Virginis a été découverte en 1809 par l'astronome Karl Ludwig Harding.

## Désignation
La désignation R Virginis a été introduite par l'astronome prussien Friedrich W. A. Argelander (1799-1875) dans un article paru le 3 mai 1855 dans la revue Astronomische Nachrichten.